# Gyllene skinnet

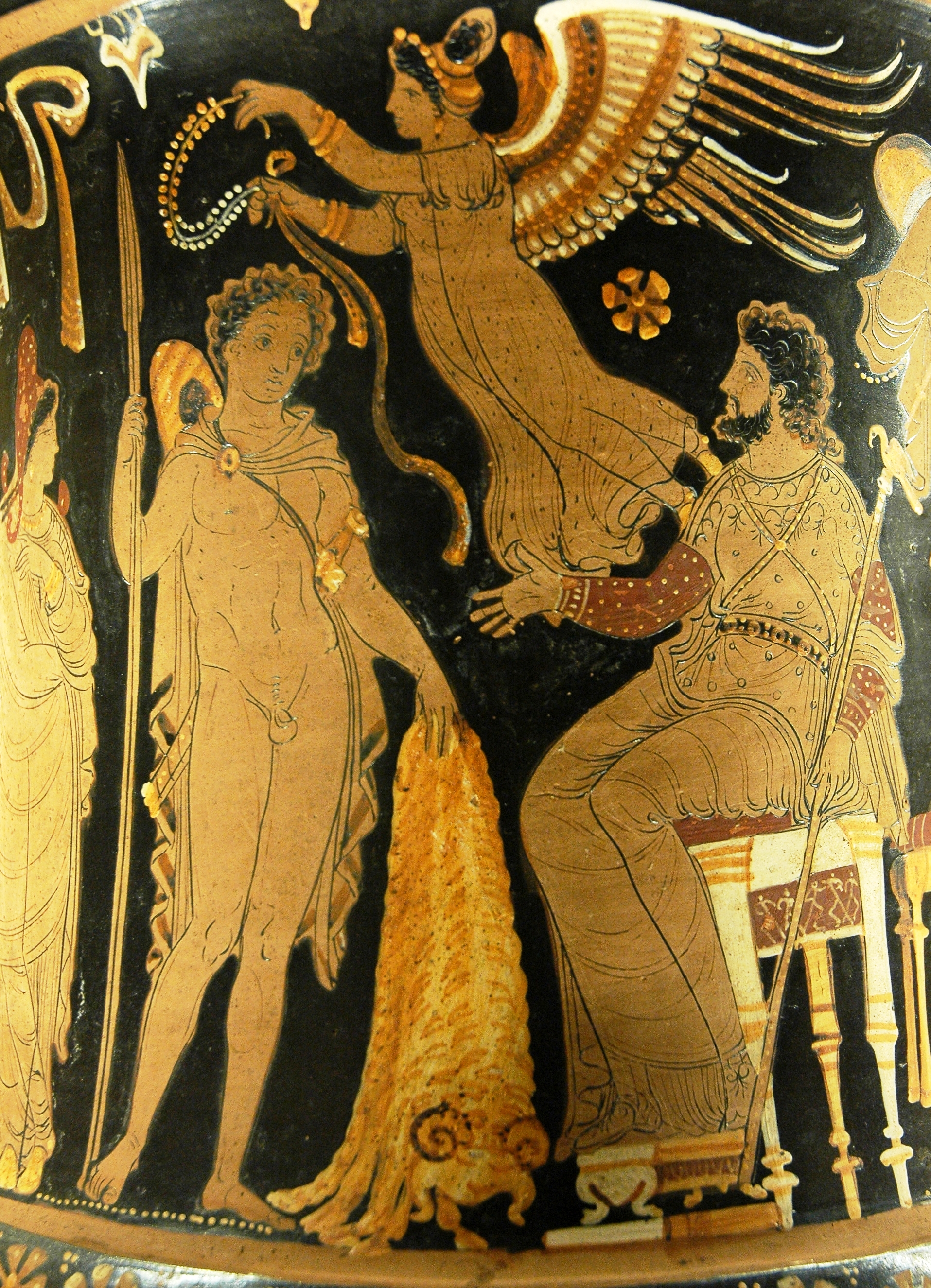
Jason håller i det gyllene skinnet.

Det gyllene skinnet är ett värdefullt föremål i den grekiska mytologin. Skinnet ingår i en omfattande sagocykel där hjälten Jason med sitt skepp Argo reser till Kolchis för att hämta det. Anledningen till resan var att kung Pelias i staden Iolchos ville avstå sin tron till Jason om denne hämtade skinnet.

## I mytologin
Det gyllene skinnet kom ifrån en gyllene bagge som skulle vara en avkomma till Poseidon och Theophane, dotter till kung Bisaltes av Thrakien. På grund av sin skönhet hade Theophane många friare, men hon var älskad av ingen mindre än Poseidon. Guden förde bort henne från hennes friare till ön Crumissa. Men hennes efterhängsna friare följde efter henne till ön. Poseidon försökte då gömma henne genom att förvandla henne till en tacka och resten av invånarna på Crumissa till får. Men då visade det sig att friarna började döda fåren för att få mat. Guden förvandlade då alla friarna till vargar. Sedan förvandlade Poseidon sig till en bagge (eller en vädur) och parade sig med Theophane som fortfarande var i formen av en tacka. Theophane födde då en bagge med gyllene skinn. Baggen kunde flyga och prata människospråk. 
Den gyllene baggen var den som skickades av Helios, solguden, för att rädda Athamas barn från att offras. Frixos och hans syster Helle hoppade upp på baggen och flög iväg över havet. Helle ramlade av och drunknade i vågorna. Vattnet fick därefter namnet Hellesponten. Frixos landade lyckligen i Kolchis och gifte sig med kungens dotter. Kungen, Aietes, som fick baggen som gåva av sin svärson offrade djuret åt gudarna och i en lund spikade han upp det gyllene skinnet på ett träd. En drake som aldrig sov vaktade lunden. 
Jason lyckades ta skinnet från Kolchis med hjälp av kung Aietes dotter Medea som lyckades söva draken och när de efter många äventyr kom tillbaka till Iolchos var kung Pelias tvungen att överlämna sin tron till Jason.

## Om gyllene skinnet utanför berättelsen
Enligt en hypotes skulle myten om det gyllene skinnet vara sammankopplad med takin, men den är inte sannolik eftersom detta djur knappast var känt av de gamla grekerna. En annan, möjligen mer plausibel, hypotes har kopplat samman myten med påstådd användning av djurhudar för att hjälpa till att fånga upp guldet vid guldvaskning. Mer troligt är att bakterien Cupriavidus metallidurans omvandlat guld i jonform i vattnet till metalliskt guld på håren.

## Populärkultur
Historien om det gyllene skinnet filmatiserades 1963 under titeln Det gyllene skinnet (engelska: Jason and the Argonauts).